# Enrique I de Montmorency

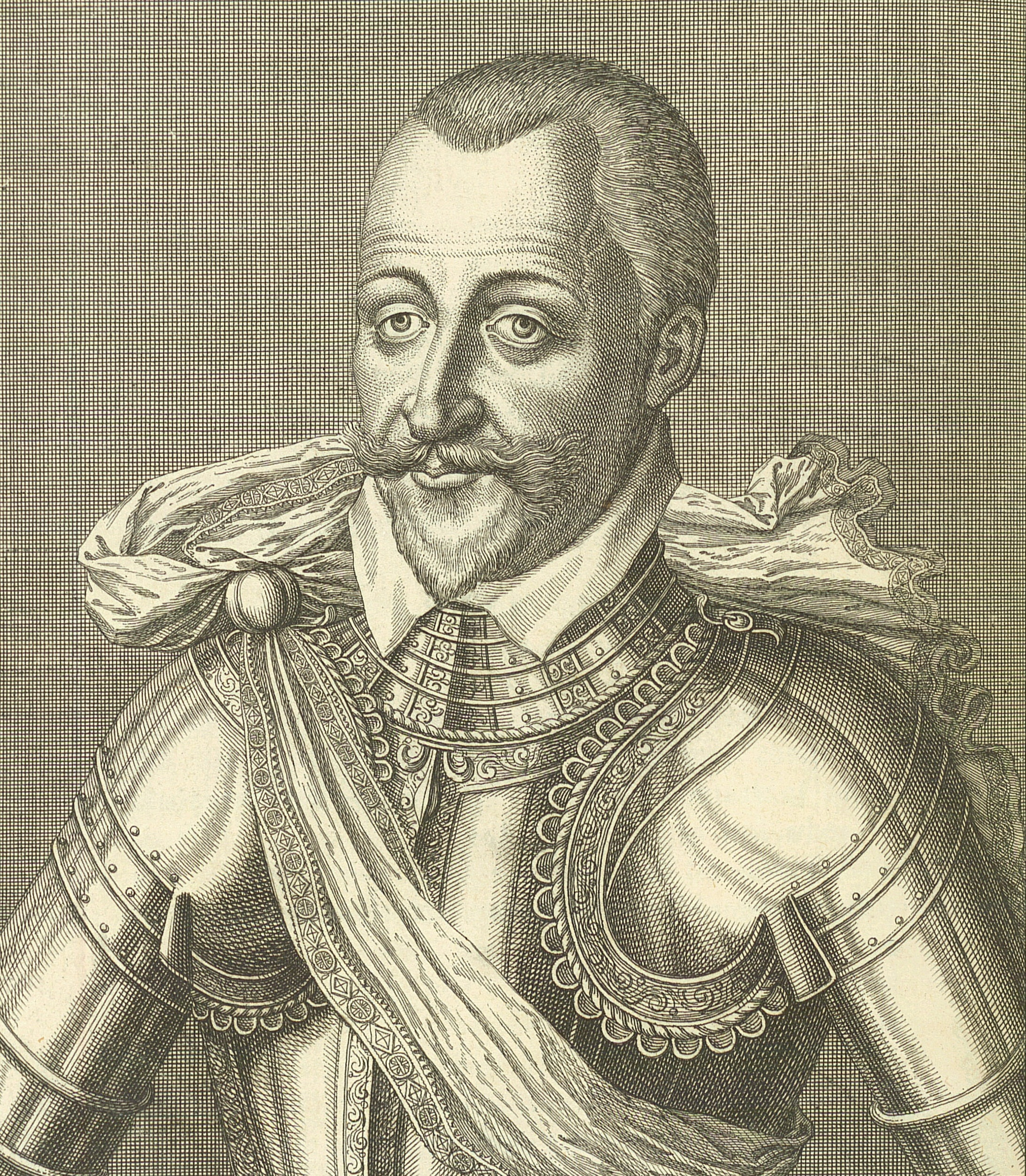
Enrique I de Montmorency.

Enrique I de Montmorency, duque de Montmorency (15 de junio de 1534 – 2 de abril de 1614) fue un militar francés de finales del siglo XVI y principios del XVII.

## Vida
Era hijo del condestable Anne de Montmorency y de Magdalena de Saboya. Fue condestable de Francia.
Por nacimiento, era señor de Damville, pero a la muerte de su hermano, Francisco de Montmorency heredó los títulos de duque de Montmorency, conde de Dammartin y de Alais, barón de Châteaubriant, señor de Chantilly y de Écouen. Fue gobernador Languedoc desde 1563 y mariscal de Francia en 1567.
Muy cercano a los protestantes, se convirtió en uno de los jefes del partido de los politiques, que se oponían a la Liga y a la influencia española, y combatió al lado de Enrique de Navarra, el cual al acceder al trono con el nombre de Enrique IV, le nombró condestable de Francia en 1593.

### Matrimonios e hijos
En junio de 1558, se casó en el Palacio de Écouen (Val-d'Oise) con Antonieta de La Marck, de la que tuvo una hija:
- Carlota (1571–1636), que se casó con Carlos de Valois, duque de Angulema.

En 1593 se casa en segundas nupcias con Luisa de Budos, con la que tuvo dos hijos:
- Carlota Margarita (1594–1650), que se casó con Enrique II de Borbón, príncipe de Condé.
- Enrique II (1595–1632).